# En directo... ¡ponte loco!
En directo... ¡ponte loco! es un álbum del grupo Moderatto que fue grabado en vivo en el Auditorio Nacional de la ciudad de México el 12 de marzo de 2005. También contiene un DVD con lo mejor del concierto, demostrando por qué su show es continuamente señalado como imitador del show visual de grandes del glam metal, como Kiss, por el uso excesivo de reflectores, flamas y producción.

## Listado de Canciones
| En directo... ¡ponte loco! - CD |                                              |          |  |
| N.º                             | Título                                       | Duración |  |
| 1.                              | «Quemándome de amor»                         |          |  |
| 2.                              | «Quiero rock»                                |          |  |
| 3.                              | «Isabel»                                     |          |  |
| 4.                              | «Chaperona»                                  |          |  |
| 5.                              | «Me gusta vivir de noche»                    |          |  |
| 6.                              | «Nunca voy a olvidarte/La mujer que no soñé» |          |  |
| 7.                              | «Palabra de honor»                           |          |  |
| 8.                              | «No podrás»                                  |          |  |
| 9.                              | «Muriendo lento»                             |          |  |
| 10.                             | «Suéltate el pelo»                           |          |  |
| 11.                             | «Villa coapa»                                |          |  |
| 12.                             | «Popurock»                                   |          |  |
| 13.                             | «Reventón»                                   |          |  |
| 14.                             | «Dame un beso/Besos de cenizas»              |          |  |

| En directo... ¡ponte loco! - DVD |                                              |          |  |
| N.º                              | Título                                       | Duración |  |
| 1.                               | «Quemándome de amor»                         |          |  |
| 2.                               | «Quiero rock»                                |          |  |
| 3.                               | «Isabel»                                     |          |  |
| 4.                               | «Márchate ya»                                |          |  |
| 5.                               | «Chaperona»                                  |          |  |
| 6.                               | «Me gusta vivir de noche»                    |          |  |
| 7.                               | «Nunca voy a olvidarte/La mujer que no soñé» |          |  |
| 8.                               | «Palabra de honor»                           |          |  |
| 9.                               | «Sólo se vive una vez»                       |          |  |
| 10.                              | «No podrás»                                  |          |  |
| 11.                              | «Muriendo lento»                             |          |  |
| 12.                              | «Suéltate el pelo»                           |          |  |
| 13.                              | «Capitán»                                    |          |  |
| 14.                              | «Villa coapa»                                |          |  |
| 15.                              | «El rey»                                     |          |  |
| 16.                              | «Pupurock»                                   |          |  |
| 17.                              | «Solo batería»                               |          |  |
| 18.                              | «No me canso de rockear»                     |          |  |
| 19.                              | «Hijo del tigre»                             |          |  |
| 20.                              | «Reventón»                                   |          |  |
| 21.                              | «Dame un beso/Besos de cenizas»              |          |  |